# Annica Triberg
Annica Gunvor Triberg, född 16 september 1960 i Höreda församling, Jönköpings län, är en svensk journalist och författare. 
Triberg växte upp i Paradis utanför Eksjö där familjen drev pensionat och har bland annat arbetat som chefredaktör för tidningen Gourmet, reporter för lokaltidningen Barometern i Kalmar samt varit redaktionschef för veckotidningen Året Runt. Hon har gett ut böcker i samarbete med bland andra Inger Grimlund och Eva Kallhed.
Annica Triberg är bosatt i Kalmar och gift med fotografen Albert Håkansson (född 1948) vars bilder illustrerar många av Tribergs böcker.